# الکترنای
الکترنای (به لاتین: Elektrėnai) در لیتوانی با جمعیت ۱۳٬۶۶۴ نفر است که در شهرستان ویلنیوس واقع شده‌است.